# Mieszanina magnezowa
Mieszanina magnezowa – roztwór składający się z chlorku magnezu, wody amoniakalnej oraz salmiaku. Stosowany podczas klasycznej analizy chemicznej jako odczynnik do wykrywania np. jonów fosforanowych.

## Przygotowanie mieszaniny
Do 600ml wody destylowanej dodaje się 55g sześciowodnego chlorku magnezu, 70g chlorku amonu oraz 100ml 25% wody amoniakalnej. Roztwór dopełnia się do objętości 1L i pozostawia na parę dni, następnie sączy.